# Каштан
Кашта́н (лат. Castánea) — небольшой род деревьев семейства Буковые (Fagaceae).

## Название
Кроме собственно видов рода Каштан «каштанами» могут называться и другие растения из иных семейств, например:   
- Castanospermum — Каштаноспермум, или австралийский каштан — растение семейства Бобовые (Fabaceae)
- Aesculus — Конский каштан, или жёлудник, или эскулус — растение семейства Сапиндовые (Sapindaceae)

## Распространение и экология
Каштан встречается в северном полушарии между тропиком Рака и 45° с. ш. в трёх обособленных друг от друга областях — в Средиземноморье, в Восточной Азии и на Атлантическом побережье США.
Каштан — дерево тёплого умеренного климата. Произрастает по склонам гор, как правило, на затенённых склонах с бурыми средневлажными почвами, залегающими на безызвестковых горных породах; сухих и заболоченных почв не переносит.
Растёт каштан относительно быстро, обладает большой порослевой способностью от пня, которую сохраняет до глубокой старости.
Самый крупный из известных экземпляров — Каштан сотни лошадей, возрастом 2—4 тысячи лет, с окружностью ствола 57 м.
Каштан появляется ещё в меловых отложениях и широко распространён во всех третичных отложениях:
- Castanea kabinyi Kov. — обнаружен в сарматских отложениях Причерноморья (Орехов, Крынка) и Волжско-Камского бассейна (Стерлитамакский район) в нижне-третичных отложениях Амурской области (Новокиевск), Уссурийского края (Фаташи, Де-Фриз, Мыс Речной) и Сахалина (близ города Александровска);
- Castanea atavica Ung. — в сарматских отложениях Западного Закавказья (Хвтееба).
- Castanea ungeri Heer — в нижне-третичных отложениях Приморского края (Мыс Речной, Де-Фриз) и Сахалина (Мгач).
- Castanea sp. — указывался без видового определения в нижне-третичных отложениях Прибалхашья (Ашутас) и Сахалина (река Агнево).

## Ботаническое описание
Однодомные, листопадные деревья, высотой до 50 м, или кустарники. Ствол с глубоко-бороздчатой, коричневато-бурой, толстой корой.
Почки округло-конические, с четырьмя наружными, кожистыми, коричневыми чешуями. Листья спирально-двухрядно расположенные, простые, сравнительно короткочерешковые, продолговато-овальные до широколанцетных, длиной 6—25 см, заострённые на вершине и от клиновидных до сердцевидных при основании, по краю грубо-зубчатые, тёмно-зелёные, довольно кожистые, с перистым жилкованием. Прилистники языковидные, длиной около 1,5 см, розовато-беловатые, рано опадающие.
Цветки собраны в пирамидальные прямостоячие колосовидные соцветия, достигающие длины 5—15 см; большинство цветков — тычиночные, пестичные расположены отдельно у основания соцветия. Тычиночные цветки по 3—7 в клубочках (дихазиях) в пазухах мелких, кроющих листочков; околоцветник простой, колокольчатый, с 5—6 овально-округлыми, слабо опушёнными лопастями; тычинок 10—20, прикреплённых вокруг железистого диска, с тонкими длинными нитями и двугнёздными, почти шаровидными пыльниками; в тычиночных цветках нередко бывает рудиментарная завязь. Пестичные — по одному, чаще по три (редко до семи) в дихазиях в середине четырёхнадрезанной обёртки или плюски, покрытой снаружи чешуями и ветвистыми колючками; околоцветник 5—8-надрезанный, внизу сросшийся с нижней бутыльчатой завязью, имеющей 6—9 гнезд с двумя семяпочками в каждом; столбиков 6—9, узко-лентовидных, прямостоячих, с рыльцами на верхушке; иногда имеется 6—8 рудиментарных тычинок. Во время цветения рыльце и часть околоцветника высовываются из плюски.
Плюска ко времени созревания плодов шаровидная, внутри опушённая, снаружи с твёрдыми, ветвистыми колючками, растрескивающаяся на 4 (реже 2) сегмента и содержащая внутри 1—3 (редко до 7) орехов (каштанов). Орехи яйцевидно-шаровидные, плоские на сторонах соприкасающиеся друг с другом, суженные кверху и несущие здесь остатки околоцветника и столбиков. Оболочка орехов тонкая, деревянисто-кожистая, блестящая, голая или опушённая, коричневого цвета, при основании с широкой сероватой пяткой. Семена треугольно-шаровидные, в светло-коричневой оболочке, с крупным желтовато-белым зародышем; зародыш имеет мясистые, на внешней поверхности волнистые семядоли, содержащие большое количество крахмала.
Опыляются насекомыми, собирающими пыльцу и нектар.
При прорастании плодов семядоли остаются в земле. Первые листья схожи со взрослыми, однако ниже их имеются один-два серповидных листочка, длиной 1 см и шириной 0,5 см, низинной формации, быстро опадающие. Всход каштана развивает длинный стержневой корень, который в первый год углубляется в почву на 25—40 см; стебель в то же время достигает высоты 10—25 см. В дальнейшем каштан образует глубинную корневую систему с несколькими корнями, идущими косо вглубь почвы и без отчетливо выраженного стержневого корня. Порода не ветровальная.

## Значение и применение
Как дерево мощного роста с шатровидной кроной, интересное во все времена года, каштан представляет большую ценность в садах и парках. Чувствителен к засухе, поскольку корни расположены близко к поверхности земли (из-за этого каштаны иногда сажают над винными и пивными погребами).
Каштан — прекрасный медонос: его мёд, терпкий на вкус, считается одним из лучших.

### Плоды
Каштан с давних времён используется как плодовое дерево. Каштан посевной (Castanea sativa), Каштан американский (Castanea dentata) и Каштан городчатый (Castanea crenata) дали многочисленные ценные сорта; Каштан мягчайший (Castanea mollissima) и Каштан низкорослый (Castanea pumila) использованы при гибридизации.
Плоды каштана богаты углеводами и белками, их жарят и пекут, из них получают высококачественные добавки в муку и кондитерские изделия. В ряде европейских стран жареные каштаны являются традиционным рождественским лакомством, их готовят прямо на улицах в передвижных киосках.
При помощи каштановой муки подкрахмаливают ткани; также она помогает отбеливать льняную ткань. 
Листья и кожицу (шелуху и пелликулу) плодов можно использовать в качестве шампуня.

### Древесина
Древесина каштана по внешнему виду и свойствам очень похожа на древесину дуба и отличается только отсутствием «зеркалец». Она кольцепорового типа с характерными извилистыми полосами и узкими сердцевинными лучами. Годичные кольца ясно видны. Заболонь беловатая или светло-коричневая; ядро тёмно-коричневое. Древесина употребляется как строевая, идёт на фанеру, паркетную клёпку, используется в мебельном производстве. Бочки и бочонки из древесины каштана используются для настаивания и хранения вин и крепких спиртных напитков: коньяка, виски, рома и бренди.
Древесина, кора и листья содержат от 6 до 14 % танинов; ими пользуются для получения экстракта для дубления кож.

## Таксономия
Castanea Mill., 1754, Gard. Dict. Abr., ed. 4. vol.1 270 Архивная копия от 28 июня 2018 на Wayback Machine.
род Каштан входит в подсемейство Castaneoideae семейства Буковые (Fagaceae) порядка Букоцветные (Fagales). 
|  |                                      |  |                                                             |                                                             |                   |  | ещё 7 семейств (согласно Системе APG II) | ещё 7 семейств (согласно Системе APG II)         |                                                  |  |          |  | ещё 3 рода (согласно Системе APG II) | ещё 3 рода (согласно Системе APG II) |  |
|  |                                      |  |                                                             |                                                             |                   |  | ещё 7 семейств (согласно Системе APG II) | ещё 7 семейств (согласно Системе APG II)         |                                                  |  |          |  | ещё 3 рода (согласно Системе APG II) | ещё 3 рода (согласно Системе APG II) |  |
|  |                                      |  |                                                             | порядок Букоцветные                                         |                   |  |                                          |                                                  | подсемейство Castaneoideae                       |  |          |  |                                      |                                      |  |
|  |                                      |  |                                                             | порядок Букоцветные                                         |                   |  |                                          |                                                  | подсемейство Castaneoideae                       |  | 10 видов |  |                                      |                                      |  |
|  | отдел Цветковые, или Покрытосеменные |  |                                                             |                                                             | семейство Буковые |  |                                          |                                                  | род Каштан                                       |  |          |  |                                      |                                      |  |
|  | отдел Цветковые, или Покрытосеменные |  |                                                             |                                                             |                   |  |                                          |                                                  |                                                  |  |          |  |                                      |                                      |  |
|  |                                      |  | ещё 44 порядка цветковых растений (согласно Системе APG II) | ещё 44 порядка цветковых растений (согласно Системе APG II) |                   |  |                                          | подсемейство Fagoideae (согласно Системе APG II) | подсемейство Fagoideae (согласно Системе APG II) |  |          |  |                                      |                                      |  |
|  |                                      |  |                                                             | ещё 44 порядка цветковых растений (согласно Системе APG II) |                   |  |                                          |                                                  | подсемейство Fagoideae (согласно Системе APG II) |  |          |  |                                      |                                      |  |

### Синонимы
- Castanophorum Neck.
- Fagus-castanea Marshall, nom. inval.

### Виды
К роду относится 10 видов:
- Castanea crenata Sieb. & Zucc. — Каштан городчатый, или Каштан японский
- Castanea dentata (Marshall) Borkh. — Каштан зубчатый, или Каштан американский
- Castanea ×fleetii A.Camus — гибрид каштана городчатого и каштана низкорослого
- Castanea henryi (Skan) Rehder & E.H.Wilson — Каштан Генри
- Castanea mollissima Blume — Каштан мягчайший, или Каштан китайский
- Castanea ×neglecta Dode — гибрид каштана зубчатого и каштана низкорослого
- Castanea ozarkensis Ashe — Каштан озаркский
- Castanea pumila (L.) Mill. — Каштан низкорослый
- Castanea sativa Mill. — Каштан посевной, или Каштан европейский
- Castanea seguinii Dode — Каштан Сегю